# MIM-104 Patriot

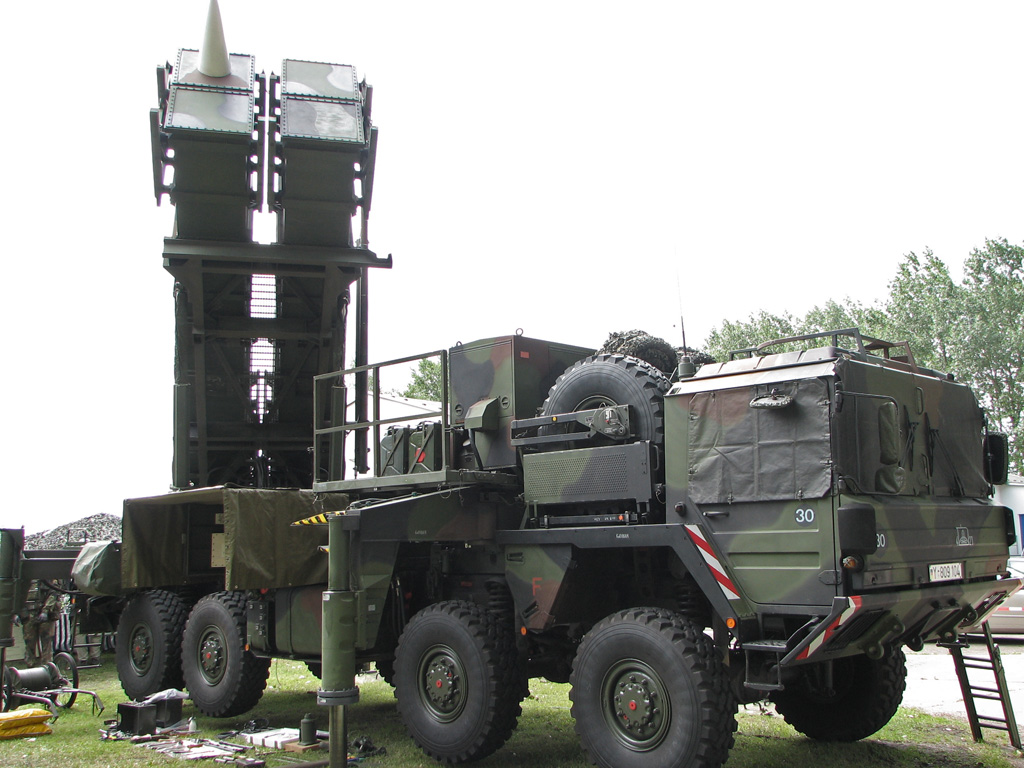
Systém Patriot v barvách Luftwaffe

MIM-104 Patriot, zjednodušeně jen Patriot, je taktický mobilní raketový systém protivzdušné obrany využívající střely dlouhého doletu typu země-vzduch (SAM; z anglického surface-to-air missile), který v roce 1984 začal nahrazovat systém Nike Hercules, byl původně určen k obraně před nepřátelskými letadly, ale po válce v Perském zálivu byl upraven pro sestřelování taktických balistických raket a střel s plochou dráhou letu. Nachází se ve výzbroji USA a přibližně 15 dalších zemí světa a s jeho používáním se počítá do roku 2040.

## Historie a charakteristika
Systém Patriot začala vyvíjet americká společnost Raytheon počátkem 60. let a od roku 1984 je ve výzbroji armády Spojených států. Bojově byl systém poprvé nasazen ve verzi MIM-104C PAC-2 v roce 1990 během války v Zálivu, a v Izraeli a v Saúdské Arábii, kde měl 40%, respektive 70% úspěšnost při ničení iráckých raket typu Scud a jejich variace, raket Al-Hussein. Jejich účinnost ale byla následným slyšením v Kongresu zpochybněna, protože výbuch Patriotu v blízkosti střely Scud rozptýlí broky, které útočící střelu sice zasáhnou, ale nejsou ji schopny zastavit. To vedlo k vývoji nové varianty střely PAC-3 MSE (2015, nasazena během invaze Ruska na Ukrajinu), která ničí útočící střelu přímým zásahem díky vysoké manévrovatelnosti pomocí 180 malých raketových motorů na prstenci kolem těla.
Systém Patriot má určitý dosah, ve kterém je schopen útočící střelu zneškodnit, což zároveň vymezuje plochu území, kterou je schopen bránit. Dosah je dán rychlostí střely Patriot a rychlostí útočící střely. Proti pomalejším létajícím strojům s nižší rychlostí (např. drony HESA Šáhid-136) je dosah kolem 100 kilometrů, avšak proti nadzvukovým jen desítky kilometrů.

Mapa zemí využívající Patriot

Mimo Spojené státy využívají systém Patriot následující státy: Německo, Nizozemsko, Řecko, Izrael, Japonsko, Jižní Korea, Katar, Kuvajt, Rumunsko, Saúdské Arábie, Spojené arabské emiráty, Španělsko, Švédsko a Tchaj-wan. V Polsku je od dubna 2010 dočasně umístěna americká baterie Patriot, po ruském protestu přesunutá do větší vzdálenosti od hranic. Jižní Korea koupila rakety poté, co Severní Korea v rámci testů odpálila několik balistických střel do Japonského moře a v roce 2006 provedla podzemní test jaderné bomby. Na turecko-syrské hranici je přechodně umístěno několik baterií Patriot, které patří jiným zemím NATO.

### Nasazení během ruské invaze na Ukrajinu
Ukrajina získala první systém Patriot v rámci zbrojní pomoci proti ruské invazi v dubnu 2023. V květnu a červnu 2023 uvedla Ukrajina, že se jí podařilo pomocí systému Patriot sestřelit několik hypersonických ruských raket Kinžal. Úspěšnost střel Patriot byla ověřena během pokračování konfliktu, do konce roku 2023 bylo sestřeleno 25 střel Kinžal. Systém nebyl před tím v reálné bojové zátěži (v roce 2003 během invaze do Iráku bylo proti koaličním silám vypáleno 23 balistických raket, z nichž pouze devět bylo vyhodnoceno jako cíle, proti kterým je nutné zasáhnout). Na Ukrajině se systém dokázal vypořádat jak se soustředěnými přímými útoky na složky systému Patriot, tak se snahami o zahlcení systému.
V roce 2024 je považována schopnost systému Patriot sestřelovat rakety Kinžal za potvrzenou. Kinžal je sice při sestupu po balistické křivce rychlejší (až Mach 5), zatímco Patriot dosahuje rychlosti pouze Mach 3,5, avšak střela Patriotu letí střele Kinžalu naproti a rozhodující je proto schopnost manévrování, nikoliv rychlost.
Cena za jednu střelu PAC-3 MSE (poslední verze) pro rok 2024 činí 5,3 milionů dolarů, cena jednoho Kinžalu se pohybuje kolem 10 milionů dolarů.
Německé ministerstvo obrany 14. prosince ohlásilo, že dodalo Ukrajině další systém Patriot. Následně 22. prosince byly podle velitele ukrajinských vzdušných sil generálporučíka Oleščuka poblíž obce Krynky na východním břehu Dněpru údajně sestřeleny tři ruské stíhací bombardéry Suchoj Su-34 pokoušející se o nálet na ukrajinské předmostí. Je možné, že Německem dodaný systém byl nasazen na jižní frontě, protože podle zdrojů ruské redakce BBC ukrajinské síly k sestřelům použily právě systém Patriot.
Ukrajina od spojenců k srpnu 2024 obdržela celkem čtyři baterie systémů Patriot a další tři baterie má přislíbené. Tři baterie jsou od Německa (které navíc poskytlo ještě dvě odpalovací zařízení a radar), dvě baterie jsou od USA, jedna od Rumunska a jedna od Nizozemska ve spolupráci s další nejmenovanou zemí. Nizozemsko již dříve poskytlo dvě samostatná odpalovací zařízení. Spojené státy v červnu 2024 oznámily, že Ukrajina získá prioritu v dodávkách raket pro systémy Patriot a NASAMS na úkor jiných zákazníků, jejichž zakázky budou opožděny.
Dle nezávislého webu Oryx ztratila Ukrajina k srpnu 2024 dle volně dostupné fotodokumentace nejméně dvě mobilní odpalovací zařízení M901 systému Patriot.